# Giuseppe Maria Morganti
Giuseppe Maria Morganti (San Marino, 12 marzo 1955) è un politico sammarinese.

## Biografia
Ha ricoperto la carica di Capitano Reggente da ottobre 2002 ad aprile 2003, assieme a Mauro Chiaruzzi.
È membro di Libera, dopo aver militato per anni nel Partito dei Democratici fino al 2005. Dal 2 aprile 2003 ha ricoperto l'incarico di Segretario del Partito dei Democratici, ed è uno dei protagonisti del processo di unificazione dei due partiti storici della sinistra sammarinese. Nel marzo 2005 è stato eletto Presidente del Partito dei Socialisti e dei Democratici.